# Rolf-Christel Guié-Mien
Rolf-Christel Guié-Mien (ur. 28 października 1977 w Loubomo) – kongijski piłkarz grający na pozycji prawego pomocnika.

## Kariera klubowa
Karierę piłkarską Guié-Mien rozpoczął w klubie Inter Brazzaville. W 1995 roku zadebiutował w jego barwach w kongijskiej pierwszej lidze. W zespole Interu występował do 1997 roku.
W 1997 roku Guié-Mien wyjechał do Niemiec i został zawodnikiem Karlsruher SC, grającego w pierwszej lidze. W Karlsruher zadebiutował 28 listopada 1997 roku w wygranym 3:0 domowym meczu z Hansą Rostock. W 1998 roku spadł z Karlsruher do drugiej ligi. W klubie tym grał również w sezonie 1998/1999.
Latem 1999 roku Guié-Mien został zawodnikiem Eintrachtu Frankfurt. Swój debiut w nowym klubie zanotował 14 sierpnia 1999 w spotkaniu z SpVgg Unterhaching (3:0), w którym zdobył gola. Na koniec sezonu 2000/2001 spadł z Eintrachtem do drugiej ligi. W Eintrachcie grał do końca 2002 roku.
Na początku 2003 roku Guié-Mien przeszedł do Freiburga. Zadebiutował w nim 27 stycznia 2003 w zremisowanym 1:1 domowym meczu z Alemannią Akwizgran. Wiosną 2003 awansował z Freiburgiem do pierwszej ligi. We Freiburgu grał też w sezonie 2003/2004.
Latem 2004 Guié-Mien podpisał kontrakt z drugoligowym 1. FC Köln. W Köln po raz pierwszy wystąpił 8 sierpnia 2004 w spotkaniu z Energie Cottbus (0:0). W 2005 roku wywalczył awans do pierwszej ligi.
W 2006 roku Guié-Mien został piłkarzem występującego w Oberlidze, FC Sachsen Lipsk. W 2007 roku przeszedł do Rot-Weiss Essen z Regionalligi, a w 2008 roku został piłkarzem SC Paderborn 07. W 2009 roku awansował z nim do 2. Bundesligi. W latach 2013-2018 grał w amatorskim SSV Merten, w którym zakończył karierę.
| Sezon   | Klub                | Kraj   | Rozgrywki            | Mecze | Bramki |
| ------- | ------------------- | ------ | -------------------- | ----- | ------ |
| 1995    | Inter Brazzaville   | Kongo  | Championnat National | ?     | ?      |
| 1996    | Inter Brazzaville   | Kongo  | Championnat National | ?     | ?      |
| 1997    | Inter Brazzaville   | Kongo  | Championnat National | ?     | ?      |
| 1997/98 | Karlsruher SC       | Niemcy | Bundesliga           | 10    | 1      |
| 1997/98 | Karlsruher SC II    | Niemcy | Regionalliga         | 18    | 6      |
| 1998/99 | Karlsruher SC       | Niemcy | 2. Bundesliga        | 31    | 6      |
| 1999/00 | Eintracht Frankfurt | Niemcy | Bundesliga           | 29    | 6      |
| 2000/01 | Eintracht Frankfurt | Niemcy | Bundesliga           | 25    | 2      |
| 2001/02 | Eintracht Frankfurt | Niemcy | 2. Bundesliga        | 25    | 3      |
| 2002/03 | Eintracht Frankfurt | Niemcy | 2. Bundesliga        | 16    | 8      |
| 2002/03 | SC Freiburg         | Niemcy | 2. Bundesliga        | 15    | 0      |
| 2003/04 | SC Freiburg         | Niemcy | Bundesliga           | 10    | 0      |
| 2004/05 | 1. FC Köln          | Niemcy | 2. Bundesliga        | 20    | 0      |
| 2004/05 | 1. FC Köln          | Niemcy | Regionalliga         | 5     | 0      |
| 2005/06 | 1. FC Köln          | Niemcy | Bundesliga           | 7     | 0      |
| 2006/07 | FC Sachsen Lipsk    | Niemcy | Oberliga             | 21    | 4      |
| 2007/08 | Rot-Weiss Essen     | Niemcy | Regionalliga         | 31    | 9      |
| 2008/09 | SC Paderborn 07     | Niemcy | 3. Liga              | 25    | 2      |
| 2009/10 | SC Paderborn 07     | Niemcy | 2. Bundesliga        | 29    | 0      |
| 2010/11 | SC Paderborn 07     | Niemcy | 2. Bundesliga        | 29    | 1      |
| 2011/12 | SC Paderborn 07     | Niemcy | 2. Bundesliga        | 15    | 0      |
| 2013/14 | SSV Merten          | Niemcy | Oberliga             | 15    | 1      |
| 2014/15 | SSV Merten          | Niemcy | Landesliga           | 23    | 14     |
| 2015/16 | SSV Merten          | Niemcy | Landesliga           | 28    | 22     |
| 2016/17 | SSV Merten          | Niemcy | Landesliga           | 3     | 5      |
| 2017/18 | SSV Merten          | Niemcy | Oberliga             | 25    | 5      |

## Kariera reprezentacyjna
W reprezentacji Konga Guié-Mien zadebiutował 8 kwietnia 1996 roku w wygranym 2:1 towarzyskim meczu z Zairem, rozegranym w Brazzaville. W 2000 roku został powołany do kadry na Puchar Narodów Afryki 2000. Na tym turnieju rozegrał trzy mecze: z Marokiem (0:1), z Nigerią (0:0) i z Tunezją (0:1). Od 1996 do 2008 wystąpił w kadrze narodowej 23 razy i strzelił 5 goli.